# Eduard Rüppell
Wilhelm Peter Eduard Simon Rüppell (Francoforte sul Meno, 20 novembre 1794 – Francoforte sul Meno, 10 dicembre 1884) è stato un naturalista, zoologo ed esploratore tedesco.

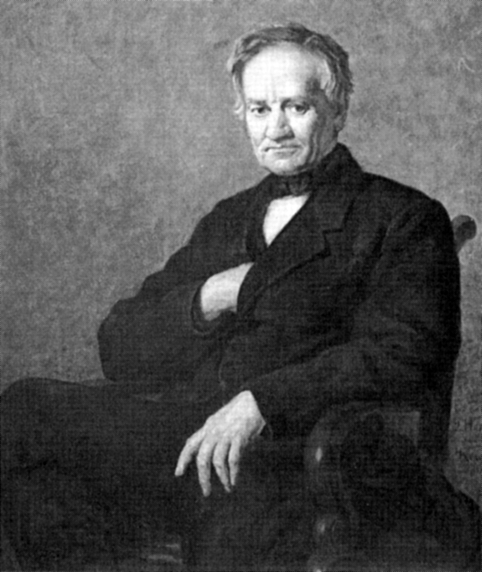
Eduard Rüppell.

Il cognome è a volte scritto "Rueppell". 

## Biografia
Rüppell nacque a Francoforte sul Meno, figlio di un banchiere benestante, ed era destinato a diventare un mercante, ma dopo aver visitato la penisola del Sinai nel 1817 sviluppò un interesse per la storia naturale. Frequentò lezioni di botanica e zoologia alle Università di Pavia e di Genova.
La prima spedizione di Rüppell, nella quale venne accompagnato dal chirurgo Michael Hey come suo assistente, risale al 1821.
Viaggiarono attraverso il deserto del Sinai e nel 1822 furono i primi esploratori europei a raggiungere il Golfo di Aqaba. Successivamente si diressero verso Alessandria d'Egitto passando per il monte Sinai. Nel 1823 navigarono sul Nilo per raggiungere la Nubia e dopo aver raccolto campioni nel sud dell'area di Ambukol, ritornarono al Cairo nel luglio 1825. Venne organizzato un viaggio in Etiopia, il quale però terminò a Massaua a causa della salute cagionevole di Rüppell.
Rüppell ritornò in Europa nel 1827. Durante la sua assenza Philipp Jakob Cretzschmar aveva usato i campioni inviati da Rüppell per riprodurre l'Atlas zu der Reise im nordlichen Afrika (Atlante dei viaggi nel nord Africa) del 1826.
Nel 1830 Rüppell ritornò in Africa, e fu il primo naturalista ad attraversare l'Etiopia.
Rüppell pubblicò anche un diario dei suoi viaggi, intitolato Reise in Abyssinien (Viaggi in Abissinia).
Le specie animali che portano il suo nome sono: la silvia di Rüppell, il pappagallo di Rüppell, la volpe di Rüppell e l'avvoltoio di Rüppell.
| Rüppell è l'abbreviazione standard utilizzata per le specie animali descritte da Eduard Rüppell. Categoria:Taxa classificati da Eduard Rüppell |